# Christopher Butler
Pour les articles homonymes, voir Butler.
Basil Christopher Butler O.S.B., né le 7 mai 1902 à Reading dans le Berkshire et mort le 21 septembre 1986 à Londres, est un moine bénédictin puis évêque catholique britannique.

## Vie
Fils du caviste William Edward Butler, il est scolarisé à la Reading School, avant de poursuivre ses études au St John's College à Oxford.
À l'age de 26 ans, il se convertit de l'Église d'Angleterre à l'Église catholique romaine, entre chez les bénédictins en 1929, puis est  ordonné prêtre le 10 juin 1933 avant d'être élu le 7e abbé de Downside de 1946 à 1966.
Abbé président de la congrégation bénédictine anglaise, il est érudit respecté des Saintes Écritures, un défenseur de la priorité de l'Évangile selon saint Matthieu et, considéré par certains, la voix prééminente des anglophones au deuxième concile œcuménique du Vatican (1962–65).
Le 29 novembre 1966, le pape Paul VI nomma Butler en tant qu'évêque titulaire de Nova Barbara (de) et évêque auxiliaire de Westminster. Le cardinal Heenan, archevêque de Westminster, l'a consacré évêque le 21 décembre suivant avec comme co-consécrateurs Igino Eugenio Cardinale (en) et Joseph Rudderham (en).
Il meurt le 20 septembre 1986 à l'hôpital de Saint Jean et Sainte Elisabeth (en) à St John's Wood, Londres.

## Principaux écrits de l'évêque Butler
Écrivain prolifique, une bibliographie de ses livres, articles et critiques comprend 337 titres. 
- The Originality of St. Matthew: a Critique of the Two-document Hypothesis, 1951
- Ante-Nicene Christianity, 1952
- The Theology of Vatican II: the Sarum Lectures 1966, 1967
- In the Light of the Council, 1968
- Christians in a New Era, 1969
- A Time to Speak, 1972
- The Church and Unity: an Essay, 1979
- The Theology of Vatican II, 1981
- An Approach to Christianity, 1981
- Prayer: an Adventure in Living, 1983
- Always Inspired: why Bible-believing Christians Need the Catholic Church, 2011
- The Church and the Bible, 2013

Butler est aussi un invité populaire aux émissions BBC Radio.